# Leslie Dalton-Morris
Sir Leslie Dalton-Morris KBE CB (* 7. April 1906; † 28. Oktober 1976) war ein britischer Luftwaffenoffizier der Royal Air Force, der zuletzt im Range eines Generalleutnants (Air Marshal) zwischen 1961 und 1963 Kommandierender General des Luftwaffeninstandhaltungskommandos (RAF Maintenance Command) war.

## Leben

### Militärische Ausbildung und Zweiter Weltkrieg
Dalton-Morris trat am 15. September 1924 als Zeitsoldat (Short Service Commission) in die RAF ein und begann danach eine fliegerische Ausbildung an der No. 5 Flying Training School RAF. Am 15. März 1925 wurde er zum Leutnant (Pilot Officer) befördert und fand seine erste Verwendung nach Abschluss der Ausbildung am 25. Februar 1926 als Pilot beim Nachflug-Schwarm ( Night Flying Flight), in dem er sechs Monate später am 25. August 1926 auch zum Oberleutnant (Flying Officer) befördert wurde. Am 3. Oktober 1927 wechselte er als Pilot zur No. 15 Squadron RAF und besuchte anschließend ab dem 13. Mai 1929 die Elektrotechnik- und Funkschule (Electrical and Wireless School). Am 14. Mai 1930 erhielt er seine Beförderung zum Hauptmann (Flight Lieutenant) und wurde am 1. September 1930 als Berufssoldat (Permanent Commission) in die RAF übernommen.
Nach Abschluss der Ausbildung an der Elektrotechnik- und Funkschule wurde Dalton-Morris am 6. Februar 1931 Fernmeldeoffizier in der No. 203 Squadron RAF. Nach einer darauf folgenden überplanmäßigen Verwendung vom 11. Mai bis zum 24. Juli 1933 im Luftwaffendepot wurde er erst Fernmeldeoffizier auf dem Militärflugplatz RAF Biggin Hill und danach am 8. August 1934 Fernmeldeoffizier an der Marinefliegerforschungsanstalt (Marine Aircraft Experimental Establishment) auf dem Luftwaffenstützpunkt RAF Felixstowe. Ein Jahr später kehrte er 16. August 1935 kehrte er als Fernmeldeoffizier und Ausbilder an die Electrical and Wireless School zurück und begann anschließend am 19. Januar 1937 einen Stabsoffizierslehrgang am RAF Staff College, Andover. Am 1. Februar 1937 wurde er zum Major (Squadron Leader) befördert und am 1. Januar 1938 Offizier im Stab der No. 2 Group RAF.
Dalton-Morris wurde nach Beginn des Zweiten Weltkrieges am 1. Januar 1940 stellvertretender Chef-Fernmeldeoffizier im Hauptquartier des Angriffskommandos (RAF Fighter Command), wechselte aber bereits am 24. April 1940 in den Technischen Dienst der RAF. Am 20. Januar 1941 kehrte er als Fernmeldeoffizier zur No. 2 Group RAF zurück und wurde im Laufe des Jahres 1941 stellvertretender Chef-Fernmeldeoffizier im Hauptquartier des Bomberkommandos (RAF Bomber Command). Dort wurde er am 14. April 1942 zum Oberstleutnant (Wing Commander) befördert, wobei diese Beförderung auf den 1. März 1940 zurückdatiert wurde. Am 17. August 1943 wurde er als Senior Air Staff Officer (SASO) Chef des Stabes der No. 26 Group RAF und danach am 14. Februar 1944 Chef-Fernmeldeoffizier des RAF Bomber Command. Am 8. Juni 1944 wurde er Commander des Order of the British Empire (CBE). Nach seiner Beförderung zum Oberst (Group Captain) am 1. Dezember 1944 wurde er 1945 Leiter der Funk- und Fernmeldeabteilung im Luftwaffenstab. Für seine militärischen Verdienste wurde er am 1. Januar 1945 im Kriegsbericht (Mentioned in dispatches).

### Aufstieg zum Air Marshal
Dalton-Morris erhielt am 1. Juli 1947 seine Beförderung zum Air Commodore und übernahm 1948 den Posten als Kommandant der Zentralen Fernmeldeanstalt (Central Signals Establishment), ehe er am 12. Dezember 1950 als Chef-Fernmeldeoffizier ins Hauptquartier der Luftstreitkräfte im Mittleren Osten MEAF (Middle East Air Force) wechselte. Am 1. März 1952 wurde er Assistierender Chef des Luftwaffenstabes für das Fernmeldewesen (Assistant Chief of the Air Staff (Signals)) und wurde auf diesem Posten am 1. Juli 1953 zum Generalmajor (Air Vice Marshal) befördert. Zwischenzeitlich wurde er am 5. Juni 1952 Companion des Order of the Bath (CB).
Danach übernahm Dalton-Morris am 1. März 1956 von Air Vice Marshal John Weston den Posten als Kommandeur (Air Officer Commanding) der No. 90 (Signals) Group RAF und verblieb in dieser Funktion, bis die Fernmeldegruppe am 3. November 1958 in den Status eines Kommandos erhoben wurde. Daraufhin wurde er am 3. November 1958 erster Kommandierender General AOC-in-C (Air Officer Commanding in Chief) des Fernmeldekommandos (RAF Signals Command). Am 13. Juni 1959 wurde er zum Knight Commander des Order of the British Empire (KBE) geschlagen und führte seitdem den Namenszusatz „Sir“. Auf dem Posten als Kommandierender des Fernmeldekommandos folgte ihm am 1. März 1961 Air Vice Marshal Alick Foord-Kelcey, wobei dieser den Posten nur kommissarisch übernahm, ehe am 9. Juni 1961 Air Marshal Walter Pretty offiziell als AOC-in-C des RAF Signals Command folgte.
Zuletzt wurde Dalton-Morris am 1. März 1961 Nachfolger von Air Marshal Douglas Jackman als Kommandierender General des Luftwaffeninstandhaltungskommandos (RAF Maintenance Command). In dieser Verwendung erfolgte am vier Monate später am 1. Juli 1961 auch seine Beförderung zum Generalleutnant (Air Marshal). Sein Nachfolger als AOC-in-C des RAF Maintenance Command wurde am 4. Juni 1963 Air Vice Marshal Norman Coslett. Am 2. Juli 1963 schied er aus dem aktiven Militärdienst aus.